# Abuso de confianza
Abuso de confianza é um filme de drama argentino de 1950 dirigido por Mario C. Lugones e escrito por Julio Porter. Foi baseado no romance de Pierre Wolff. Estrelado por Manuel Alcón e Iris Alonso.

## Enredo
Para buscar a proteção de um advogado, uma estudante de direito finge ser a filha de uma atriz que conheceu em sua juventude.

## Elenco
- Manuel Alcón
- Iris Alonso
- Alejandro Anderson
- Maria Armand
- Carlos Bellucci
- Mario Roque Benigno
- Arnoldo Chamot
- Manuel Collado
- Margarita Corona
- Renée Dumas
- Celia Geraldy
- Juan Latrónico
- Adolfo Linvel
- Sergio Malbrán
- José Nájera
- Juan Pecci
- Nélida Romero
- Maria Elena De Sagrera
- Carlos Thompson
- Jorge Villoldo
- Olga Zubarry
- Dora Zular

## Lançamento
O filme foi lançado em 21 de setembro de 1950.